# Дроужетице
Дроужетице (чеш. Droužetice) је насељено мјесто са административним статусом сеоске општине (чеш. obec) у округу Стракоњице, у Јужночешком крају, Чешка Република.

## Становништво
Према подацима о броју становника из 2014. године насеље је имало 109 становника.